# Ariel Winter

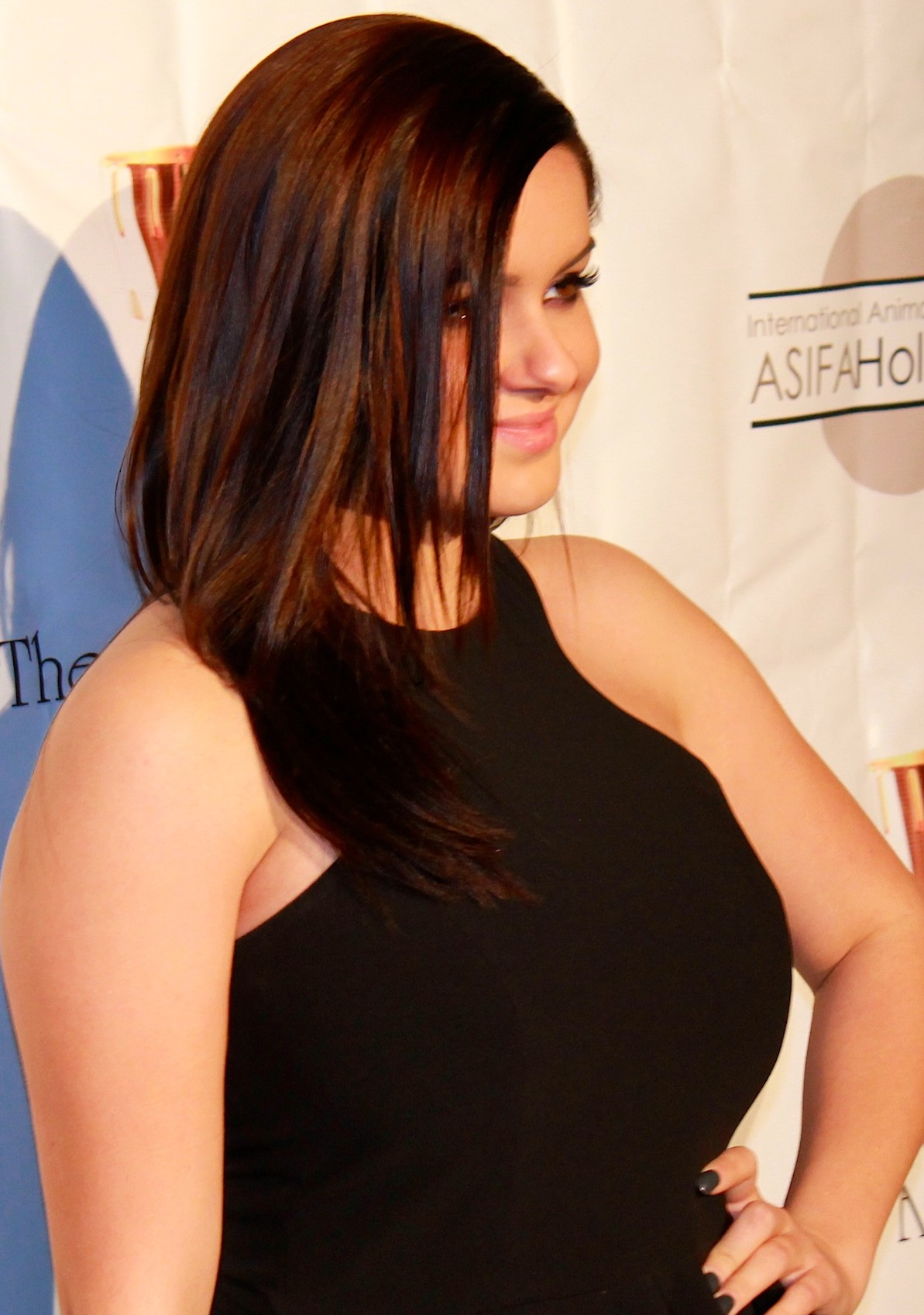
Winter en uns premis

Ariel Winter (anglès: Ariel Winter Workman)  (Fairfax, 28 de gener de 1998) es una actriu estatunidenca. És coneguda pel seu paper d'Alex Dunphy a la sèrie còmica Modern Family. També fa la veu del personatge del programa de Sofia the First a Disney Junior i la veu de Penny Peterson a la pel·lícula d'animació Mr. Peabody and Sherman del 2014. Ella i els seus companys de rodatge a Modern Family han guanyat quatre Premis del Sindicat d'Actors de Cinema al millor repartiment en una sèrie de comèdia.

## Biografia
Neix a Los Angeles, California, el 28 de gener de 1998, filla de Chrisoula (nascuda Batistas) i Glenn Workman. És germana dels actors Shanelle Workman i Jimmy Workman. La família de la seva mare és grega, mentre que la del seu pare és anglesa i alemanya. El seu músic grec predilecte és Sakis Rouvas, amb qui va treballar en una pel·lícula quan tenia nou anys.

## Carrera
Obté el seu primer treball a la industria cinematogràfica en un anunci per a Cool Whip el 2002, quan tenia quatre anys. El seu primer paper televisiu va ser en un episodi de Listen Up!, seguit de una varietat d'espectacles com Freddie, Monk, Bones, i ER. En l'espectacle infantil d'animació Phineas and Ferb, va donar veu al personatge de Gretchen abans de fer-se seu el paper d'Alex Dunphy a la serie Modern Family, estrenada el 2009. Va continuar treballant en espectacles televisius, donant veu a "Marina la Sirena" a Jake and the Never Land Pirates al canal Disney Junior. Al 2012, Winter va obtenir el paper de Sofia, el paper principal a la franquicia Sofia the First. La serie va ser estrenada el gener de 2013 a Disney Junior. Al 2014, li va donar veu a Penny Peterson al film Mr. Peabody and Sherman de Dreamworks Animation. També va donar veu al personatge de Young Sio a Afro Samurai: Resurrection.
Winter ha fet acte de presència en llargmetratges, com per exemple Kiss Kiss Bang Bang, Speed Racer, Duress, Opposite Day, and Fred 2. Pel paper de protagonista al film The Chaperone, va ser nominada al Young Artist Awards 2012 com a Millor Actriu cinematogràfica.

## Vida personal
A l'octubre de 2012 la seva germana Shanelle Workman va sol·licitar ser la seva tutora, al·legant que la seva mare havia abusat física i emocionalment de Winter. Al 5 de maig de 2014, el tribunal va ordenar Workman que fos la tutora legal i la mare de Winter va deixar de ser la seva procuradora de forma permanent. La seva mare, a continuació, va declarar que "la família s'ha mogut més enllà del conflicte". Al 15 de maig de 2015, Winter va publicar a Twitter que estava oficialment emancipada.
El juny de 2015 Winter va ser sotmesa a una reducció de pit.
A l'abril de 2016 és acceptada a la University of California, Los Angeles (UCLA) amb la idea de començar la tardor de 2016. Malgrat això, el 12 de Setembre va confirmar que començaria la tardor de 2017. En la seva decisió d'anar a la universitat, va puntualitzar: "Has de tenir alguna cosa més que fer. Sempre m’ha interessat el dret, així que crec que definitivament serà una cosa que m’encantarà fer i també anar a l'escola".

## Filmografia

### Filmografia
| Any       | Títol                                         | Paper                                | Notes                                              |
| --------- | --------------------------------------------- | ------------------------------------ | -------------------------------------------------- |
| 2005      | Kiss Kiss Bang Bang                           | Young Harmony Faith Lane             |                                                    |
| 2006      | Curious George                                | Kid (veu)                            |                                                    |
| 2006      | Bambi II                                      | Germana de Thumper (veu)             |                                                    |
| 2006      | Ice Age: The Meltdown                         | Diferents caràcters (veus)           |                                                    |
| 2008      | One Missed Call                               | Ellie Layton                         |                                                    |
| 2008      | Speed Racer                                   | Young Trixie                         |                                                    |
| 2008      | Horton Hears a Who!                           | Diferents caràcters (veus)           |                                                    |
| 2009      | Tales from the Catholic Church of Elvis!      | nena                                 |                                                    |
| 2009      | Final Fantasy VII: Advent Children Complete   | Marlene Wallace (veu)                |                                                    |
| 2009      | Life Is Hot in Cracktown                      | Suzie                                |                                                    |
| 2009      | Duress                                        | Sarah Barnett                        |                                                    |
| 2009      | Opposite Day                                  | Carla Benson                         |                                                    |
| 2009      | Cloudy with a Chance of Meatballs             | Diferents caràcters (veus)           |                                                    |
| 2009      | Afro Samurai: Resurrection                    | Young Sio (veu)                      | English dub                                        |
| 2010      | Killers                                       | Sadie                                |                                                    |
| 2010      | Nic & Tristan Go Mega Dega                    | Lisa                                 |                                                    |
| 2010      | DC Showcase: Green Arrow                      | Princess Perdita (veu)               |                                                    |
| 2011      | The Chaperone                                 | Sally                                |                                                    |
| 2011      | Phineas and Ferb: Across the 2nd Dimension    | Gretchen / Diferents caràcers (veus) |                                                    |
| 2011      | Fred 2: Night of the Living Fred              | Talia                                |                                                    |
| 2012      | Excision                                      | Grace                                |                                                    |
| 2012      | ParaNorman                                    | Blithe Hollow kid (veu)              |                                                    |
| 2012      | Sofia the First: Once Upon a Princess         | Sofia (veu)                          |                                                    |
| 2012–2013 | Batman: The Dark Knight Returns – Parts 1 & 2 | Carrie Kelley / Robin (veu)          | Directe a vídeo; publicat originalment per separat |
| 2013      | Dora the Explorer and the Destiny Medallion   | Dora                                 | Sèrie de curts de YouTube per CollegeHumor         |
| 2013      | Scooby-Doo! Stage Fright                      | Chrissy Damon (veu)                  |                                                    |
| 2013      | Sofia the First: The Floating Palace          | Sofia (veu)                          |                                                    |
| 2013      | Tad, The Lost Explorer                        | Sara Lavrof (veu)                    |                                                    |
| 2014      | Mr. Peabody & Sherman                         | Penny Peterson (veu)                 |                                                    |
| 2015      | Safelight                                     | Kate                                 |                                                    |
| 2016      | Elena and the Secret of Avalor                | Sofia (veu)                          |                                                    |
| 2017      | Smurfs: The Lost Village                      | Smurf Lily (veu)                     |                                                    |
| 2017      | The Last Movie Star                           | Lil                                  |                                                    |
| 2020      | Little Audrey                                 | Little Audrey (veu)                  | Directe a vídeo                                    |

### Televisió
| Any       | Títol                             | Paper                               | Notes                                                                             |
| --------- | --------------------------------- | ----------------------------------- | --------------------------------------------------------------------------------- |
| 2005      | Listen Up!                        | nena                                | Episodi: "Last Vegas"                                                             |
| 2005      | Tickle-U                          | Pipoca                              |                                                                                   |
| 2005      | Freddie                           | Hobo                                | Episodi: "Halloween"                                                              |
| 2006      | Monk                              | Donna Cain                          | Episodi: "Mr. Monk and the Astronaut"                                             |
| 2006      | So Notorious                      | Little Tori                         | 5 episodis                                                                        |
| 2006      | Jericho                           | Julie                               | Episodi: "Pilot"                                                                  |
| 2006      | Bones                             | Liza                                | Episodi: "The Girl with the Curl"                                                 |
| 2006      | Nip/Tuck                          | Kid                                 | Episodi: "Reefer"                                                                 |
| 2007      | Crossing Jordan                   | Gwen                                | Episodi: "Faith"                                                                  |
| 2007      | Shorty McShorts' Shorts           | Taffy (veu)                         | Episodi: "Flip-Flopped"                                                           |
| 2007      | Criminal Minds                    | Katie Jacobs                        | Episodi: "Seven Seconds"                                                          |
| 2007–2015 | Phineas and Ferb                  | Gretchen / Diversos caràcters (veu) |                                                                                   |
| 2008      | Ghost Whisperer                   | Natalie                             | Episodi: "Imaginary Friends and Enemies"                                          |
| 2009      | ER                                | Lucy Moore                          | 5 episodis                                                                        |
| 2009      | Els Pingüins de Madagascar        | Nena (veu)                          | Episodi: "What Goes Around / Mask of the Raccoon"                                 |
| 2009–2020 | Modern Family                     | Alex Dunphy                         | Paper principal                                                                   |
| 2011      | Jake and the Never Land Pirates   | Marina la Sirena (veu)              | 15 episodis                                                                       |
| 2011      | Minnie's Bow-Toons                | Roxie Squirrel                      | Episodi: "Pom Pom Problem; Pet Adoption"                                          |
| 2011      | WWE Raw                           | Ella mateixa                        | Va aparèixer el 14 de febrer de 2011 (dia de Sant Valentí) com estrella convidada |
| 2011      | The Haunting Hour: The Series     | Jenny                               | Episodi: "Fear Never Knocks"                                                      |
| 2012      | The Haunting Hour: The Series     | Gracie                              | Episodi: "Headshot"                                                               |
| 2012–2018 | Sofia the First                   | Sofia (veu)                         | 109 episodis                                                                      |
| 2016      | Milo Murphy's Law                 | Jackie (veu)                        | Episodi: "The Wilder West"                                                        |
| 2019      | Law & Order: Special Victims Unit | Reagan James                        | Episodi: “The Darkest Journey Home”                                               |
| 2019      | Robot Chicken                     | Diferents papers (veu)              | Episodi: "Ginger Hill in: Bursting Pipes"                                         |

### Videojocs
| Any  | Títol                         | Paper de veu |
| ---- | ----------------------------- | ------------ |
| 2010 | Kingdom Hearts Birth by Sleep | Young Kairi  |
| 2012 | Final Fantasy XIII-2          | Mog          |
| 2012 | Guild Wars 2                  | Cassie       |
| 2014 | Kingdom Hearts HD 2.5 Remix   | Young Kairi  |
| 2015 | Final Fantasy Type-0 HD       | Moglin       |

## Premis i nominacions

### Premis del Sindicat d'Actors del Cinema
| Any  | Categoria                                            | Treball nominat | Resultat  |
| ---- | ---------------------------------------------------- | --- | --------- |
| 2009 | Actuació destacada d'un grup en una sèrie de comèdia | Modern Family (compartit amb Ed O'Neill, Sofía Vergara, Julie Bowen, Ty Burrell, Jesse Tyler Ferguson, Eric Stonestreet, Sarah Hyland, Rico Rodriguez, i Nolan Gould) | Nominat   |
| 2010 | Actuació destacada d'un grup en una sèrie de comèdia | Modern Family (compartit amb Ed O'Neill, Sofía Vergara, Julie Bowen, Ty Burrell, Jesse Tyler Ferguson, Eric Stonestreet, Sarah Hyland, Rico Rodriguez, i Nolan Gould) | Guanyador |
| 2011 | Actuació destacada d'un grup en una sèrie de comèdia | Modern Family (compartit amb Ed O'Neill, Sofía Vergara, Julie Bowen, Ty Burrell, Jesse Tyler Ferguson, Eric Stonestreet, Sarah Hyland, Rico Rodriguez, i Nolan Gould) | Guanyador |
| 2012 | Actuació destacada d'un grup en una sèrie de comèdia | Modern Family (compartit amb Ed O'Neill, Sofía Vergara, Julie Bowen, Ty Burrell, Jesse Tyler Ferguson, Eric Stonestreet, Sarah Hyland, Rico Rodriguez, i Nolan Gould) | Guanyador |
| 2013 | Actuació destacada d'un grup en una sèrie de comèdia | Modern Family (compartit amb Ed O'Neill, Sofía Vergara, Julie Bowen, Ty Burrell, Jesse Tyler Ferguson, Eric Stonestreet, Sarah Hyland, Rico Rodriguez, i Nolan Gould) | Guanyador |
| 2014 | Actuació destacada d'un grup en una sèrie de comèdia | Modern Family (compartit amb Ed O'Neill, Sofía Vergara, Julie Bowen, Ty Burrell, Jesse Tyler Ferguson, Eric Stonestreet, Sarah Hyland, Rico Rodriguez, i Nolan Gould) | Nominat   |
| 2015 | Actuació destacada d'un grup en una sèrie de comèdia | Modern Family (compartit amb Ed O'Neill, Sofía Vergara, Julie Bowen, Ty Burrell, Jesse Tyler Ferguson, Eric Stonestreet, Sarah Hyland, Rico Rodriguez, i Nolan Gould) | Nominat   |

### Premis Young Artist
| Any  | Categoria                                         | Treball nominat | Resultat  | Ref.   |
| ---- | ------------------------------------------------- | --------------- | --------- | ------ |
| 2010 | Actuació jove destacada en una sèrie de televisió | Modern Family   | Guanyador | [ 17 ] |
| 2011 | Actuació jove destacada en una sèrie de televisió | Modern Family   | Nominat   | [ 18 ] |
| 2012 | Millor actriu principal jove en un llargmetratge  | The Chaperone   | Nominat   | [ 8 ]  |